# Сонексай Сіпхандон
Сонексай Сіпхандон (лаос. ສອນໄຊ ສີພັນດອນ; нар. 26 січня 1966) — лаоський політик, член Лаоської народно-революційної партії (ЛНРП). Син колишнього голови ЛПРП Кхамтая Сіпхандона та брат В'єнгтонга Сіпхандона. 

30 грудня 2022 року парламент затверджує Сонексая Сіпхандона прем’єр-міністром (149 із 151 голосів). 

Він був обраний до ЦК ЛПРП на 8-му Національному з’їзді у 2006 році 

та до Політбюро ЛПРП на 10-му Національному з’їзді у 2016 році.